# Jakub Fikar z Vratu
Jakub rytíř Fikar z Vratu (asi 1477?, Praha-Staré Město – 22. srpna 1547, Hradčany) byl český právník, písař a politik, hofrychtéř, primátor Starého Města pražského v letech 1528–1537 a 1543–1547. Roku 1527 byl povýšen dědičně do rytířského stavu. Jakožto významný aktér stavovského odboje roku 1547 proti českému králi Ferdinandu I. byl v rámci potírání povstání uvězněn na Pražském hradě a spolu s dalšími třemi vůdci revolty popraven na Hradčanech. Jeho příbuzným byl Jan Pašek z Vratu, rovněž staroměstský primátor, a dále Amchové z Borovnice či Zákostelští z Bílejova. Přestože Fikary z Vratu dnes mnoho historiků mylně považuje za vymřelý rod, existuje archiv Fikarů v Chebu, kde je uložen i rodokmen, a dokazuje, že rod stále žije, a je velmi rozvětven.  
Rodina Jakuba Fikara z Vratu
Manželka: Mandalena (Magdalena) od Stříbrných Kos 
Děti: Anna z Vratu, Kateřina z Vratu, Dorota z Vratu, Lidmila z Vratu, Jindřich Fikar z Vratu, Jiřík Fikar z Vratu, Jan Fikar z Vratu. Saloména byla nevlastní adoptované dítě. Nejspíše po smrti Jakubova přítele.  

## Život

### Kariéra
Pocházel ze zámožného měšťanského staroměstského rodu, kterému patřil dům U tří černých kos nedaleko kostela sv. Havla. Dosáhl právního vzdělání, patrně na Univerzitě Karlově. Roku 1517 se stal menším písařem radním a roku 1519 prvním písařem radním na Staroměstské radnici, tento úřad zastával až do roku 1526, ve funkci hospodařil s obecním rozpočtem. Roku 1527 zasedl v radě města a následujícího roku jej král Ferdinand I. jmenoval místo sesazeného Jana Paška z Vratu, jehož byl příbuzný, předním purkmistrem Starého Města. Pašek dosáhl stavu rytířského, a Jakub Fikar jej mohl vystřídat jen tehdy, dosáhl-li sám minimálně stejného stupně šlechtické hierarchie. Byl tedy též Rytíř. Úřad vykonával do roku 1537, roku 1538 byl pak jmenován dvorským sudím královských měst. Ve funkci pak setrval i poté, co se roku 1543 stal znovu staroměstským purkmistrem. Český zemský sněm jej zvolil 7. ledna 1545 berníkem (vrchním výběrčím daní) království Českého. Vlastnil několik poddanských statků v okolí Prahy, mj. Hovorčeves.

### Stavovský odboj 1546–1547
Během šmalkaldské války se Fikar připojil ke stavovskému odboji proti králi Ferdinandovi I. Ten chtěl v konfliktu prostřednictvím peněz a vojska podpořit katolické síly, což se setkalo s odporem a obstrukcemi českých stavů. Císař nařídil shromáždit české vojsko u Kadaně, které mělo vytáhnout proti vojsku saského kurfiřta Jana Fridricha I., pocházející především z královských měst, to bylo ale demotivované a nedisciplinované. Vojsko nakonec přece jen 31. října 1546 překročilo saské hranice, vyplenilo Markneukirchen a díky výrazné přesile snadno porazilo vojsko saského kurfiřta. Král však neměl oprávnění použít zemskou hotovost k dalším akcím, a když pak vytáhl proti Janu Fridrichovi znovu, tentokrát do Dolní Lužice, bylo zejména na pražské měšťany příliš a požadavku se vzepřeli. Fikarovi se podařilo zpočátku úspěšně obstruovat proti počátečnímu odebrání městských privilegií králem. Stavy ve Slezsku a na Moravě navíc odmítly vybírat daně.
V Praze se sešli měšťané, ke kterým se připojili i šlechtici. Společně vznesli na krále požadavek, aby svolal zemský sněm, a zároveň založili stavovský spolek, který měl odbojníky chránit před královými represáliemi. 18. března se sešel i přes králův zákaz v Praze zemský sněm, který se usnesl oslabit vliv zemské vlády, ve které měli vliv královi přívrženci a posílit moc stavů. Začaly se rovněž ozývat hlasy pro sesazení krále. Po porážce vojsk Jana Fridricha v bitvě u Mühlberka v dubnu 1547 a konci šmalkaldské války se Ferdinand I. s vojsky svého spojence Mořice Saského vydal na trestnou výpravu do Čech, která měla chaoticky organizovanou a nejednotnou českou šlechtu za neloajalitu potrestat. Ferdinand však neměl dostatek prostředků, aby tak mohl učinit vojensky, a tak vyhlásil generální pardon, který se nevztahoval jen na původce povstání. Stavy tak dostaly možnost rehabilitace a mnozí šlechtici se předháněli v projevech loajality vůči králi.
Poslední výspou odboje nakonec zůstala pražská města. Jakub Fikar nebyl v Praze přítomen a cestoval po královských městech, aby zjistil náladu po povstání, zároveň korespondenčně přesvědčoval Pražany o mírovém řešení situace, radil jim, aby se králi vzdali, což Pražané učinili. Ferdinandovo vojsko nakonec 1. července 1547 obsadilo Pražský hrad a Malou Stranu, avšak díky šarvátkám s Pražany se triumfálního návratu král nedočkal. 2. července byly nakonec boje zastaveny a 8. července pražští konšelé předstoupili před krále.

### Proces a poprava
Ferdinand se rozhodl vést s původci povstání soudní proces. 8. července 1547 se konalo soudní přelíčení s pražskými konšely, na které byla uvalena největší vina za povstání. Pražané se neodvážili hájit a poddali se na milost a nemilost panovníkovi, který rozhodl, že musí zrušit své závazky ke stavovskému spolku, odevzdat písemnosti stavovského výboru a postoupit králi městská i cechovní privilegia, stejně jako zásoby zbraní. Také některá královská města o několik dní později ztratila svá privilegia.
Král nařídil, aby byl Fikar v Klatovech, kde se tou dobou nacházel, zajat a dopraven do Prahy. Zde byl 12. července uvězněn v Bílé věži na Pražském hradě. 20. července byli obžalováni stavové, z nichž někteří uprchli ze země, čímž se odsoudili k trestu smrti, ostatní ztratili velkou část svého majetku. Jakub Fikar byl jako jeden ze čtyř souzených odsouzen k trestu smrti, za vzpurnost králi a opuštění města v čase nouze. Dále byli k smrti odsouzeni dva šlechtici, Václav Pětipeský z Krásného Dvora a Václav z Jelení, a jistý Bernard z Burchausu. Před vykonáním rozsudku byl Jakub Fikar 20. srpna krutě mučen a vyslýchán, uvádí se však, že nic nevyzradil. Rozsudek byl vykonán 22. srpna 1547 na popravišti na Hradčanech, v den začátku zasedání českého zemského sněmu pod královou kontrolou. Jakub Fikara další tři odsouzení zde byli sťati. Fikarovy ostatky byly převezeny do Hovorčevsi, kde byly pohřbeny.

### Po smrti
Popravou čtyř vzbouřenců pak účtování se šlechtou skončilo. Nikoli však s městy, nad kterými byla zřízena královská kontrola, byla značně omezena samostatnost jejich politiky a velké pokuty i konfiskace se pro ně stala obrovskou zátěží. Porážka odboje měla také za důsledek zavedení cenzury a tresty byla obzvláště stižena Jednota bratrská, jejíž členové hromadně odcházeli z Čech (na Moravu se protibratrská opatření nevztahovala).